# Isa Genzkenová
Isa Genzkenová, vlastním jménem Hanne-Rose Genzken (27. listopadu 1948 Bad Oldesloe, Německo) je německá umělkyně, která žije a pracuje v Berlíně. Ve svých dílech zkoumá hranice mezi výtvarným uměním, designem, architekturou, informačními technologiemi a individualitou. Jejími primárními médii jsou socha a instalace, v nichž využívá širokou škálu materiálů včetně betonu, sádry, dřeva a textilu. Pracuje také s fotografií, videem, filmem a koláží. Je považována za jednoho z nejvýznamnějších a nejvlivnějších současných německých umělců.

## Život
Otec Isy Genzkenové byl lékař, který miloval hudbu. Matka se vzdala svých snů o kariéře na jevišti a začala pracovat pro farmaceutickou společnost. Rodina se přestěhovala z malého města na severu Německa, kde se Isa narodila, do Západního Berlína.
Studovala výtvarné umění a dějiny umění  na univerzitě výtvarných umění v Hamburku (1968 –1971) a na Berlínské univerzitě umění (1971–1973). V roce 1973 přestoupila na Akademii umění v Düsseldorfu a zároveň studovala dějiny umění a filozofii na univerzitě v Kolíně nad Rýnem. Přivydělávala si jako modelka, aby mohla zaplatit školné. Düsseldorfská akademie jí v roce 1977 udělila cestovní stipendium do Spojených států. Po promoci v roce 1977 Genzkenová vyučovala sochařství na akademii. V roce 1982 se provdala za svého učitele, německého výtvarného umělce Gerharda Richtera a v roce 1983 se přestěhovala do Kolína nad Rýnem. Pár se rozešel v roce 1993  a Genzkenová se přestěhovala zpět do Berlína. Po rozvodu propadla depresím, objevily se u ní problémy s alkoholem a strávila dlouhou dobu v ústavní psychiatrické léčbě. V devadesátých letech po rozvodu s Richterem tíhla ke skupině mladších umělců s radikálními názory, bojující za práva gayů, za životní prostředí a proti válce v Zálivu.
Genzkenová pracovala v ateliérech v Düsseldorfu a v Kolíně nad Rýnem, několikrát pobývala ve Spojených státech (New York, Hoboken). Četné návštěvy New Yorku byly důležitým aspektem jejího uměleckého vývoje. Obdivovala architekturu a město samotné, které se stalo námětem několika prací včetně jejích knižních publikací a asambláží. V současnosti žije a tvoří v Berlíně. Více než 25 let spolupracuje s galeristou Danielem Buchholzem. Od roku 2004 ji zastupuje obchodník David Zwiner, který pro ni uspořádal několik samostatných výstav.
Její dílo je zahrnuto ve sbírkách mnoha významných institucí na mezinárodní úrovni, včetně Carnegie Museum of Art, Pittsburgh; nadace Generali, Vídeň; Hirshhorn Museum and Sculpture Garden, Washington, DC; muzeum Ludwig, Kolín nad Rýnem; a Van Abbemuseum, Eindhoven.
V roce 1980 získala Berlínskou uměleckou cenu. V roce 2002 jí Muzeum Ludwigových udělilo cenu Wolfganga Hahna za moderní umění a v roce 2004 obdržela Mezinárodní uměleckou cenu kulturní nadace Stadtsparkasse Mnichov. V roce 2009 získala cenu nadace Yanghyun v Soulu. V roce 2017 Genzkenová dostala prestižní Císařský prsten (Goslarer Kaiserring) od města Goslar. V roce 2019 obdržela Nasherovu cenu od Nasher Sculpture Center v Dallasu. V roce 2023 se dostala na první místo v Top 100 žebříčku nejvlivnějších osobností uměleckého světa, který vydává německý časopis Monopol.

## Tvorba
Během třiceti let vytvořila Isa Genzkenová rozmanité a komplexní dílo, které zahrnuje sochy, instalace, filmy, fotografie, obrazy, díla na papíře a koláže. Pro její tvorbu je významný výběr a kombinace tak rozmanitých materiálů jako je dřevo, sádra, epoxidové pryskyřice, beton, ale také plasty a předměty denní potřeby a spotřební zboží.
V letech 1973–1983, v rané fázi své tvorby, vytvořila některé ze svých nejvýznamnějších soch a prací na papíře. Tato díla zahrnují sochy, počítačové tisky, série kreseb, fotografií a filmů. Byla jednou z prvních umělců, kteří experimentovali s digitální technologií. Vytvářela ve spolupráci s fyzikem Ralphem Krotzem velké počítačové kresby, podle nichž pak řemeslník zhotovil dřevěné objekty neobvyklých geometrických tvarů, jako jsou Hyperbolos a Elipsoidy. Následně se zaměřila na zvuk, který prezentovala v hmotné podobě: jako tisky, fotografie a drobné plastiky na podstavcích. V roce 1982 představila Genzkenová tzv. Světový přijímač - rádio na bílém podstavci jako ready-made.  Na fotografiích své Hi-Fi-Serie (1979) reprodukovala reklamy na stereofonní gramofony. Na malé vinylové desky nahrála zvuky motorů letadel na letišti v Düsseldorfu. Z jejího zájmu o akustiku se vyvinulo studium světla a prostoru, které našlo výraz v sérii monumentálních oken. Kolem roku 1984 přešla od vytváření elegantních a geometrických dřevěných soch k vytváření sochařských děl ze sádry, betonu a epoxidových pryskyřic. .

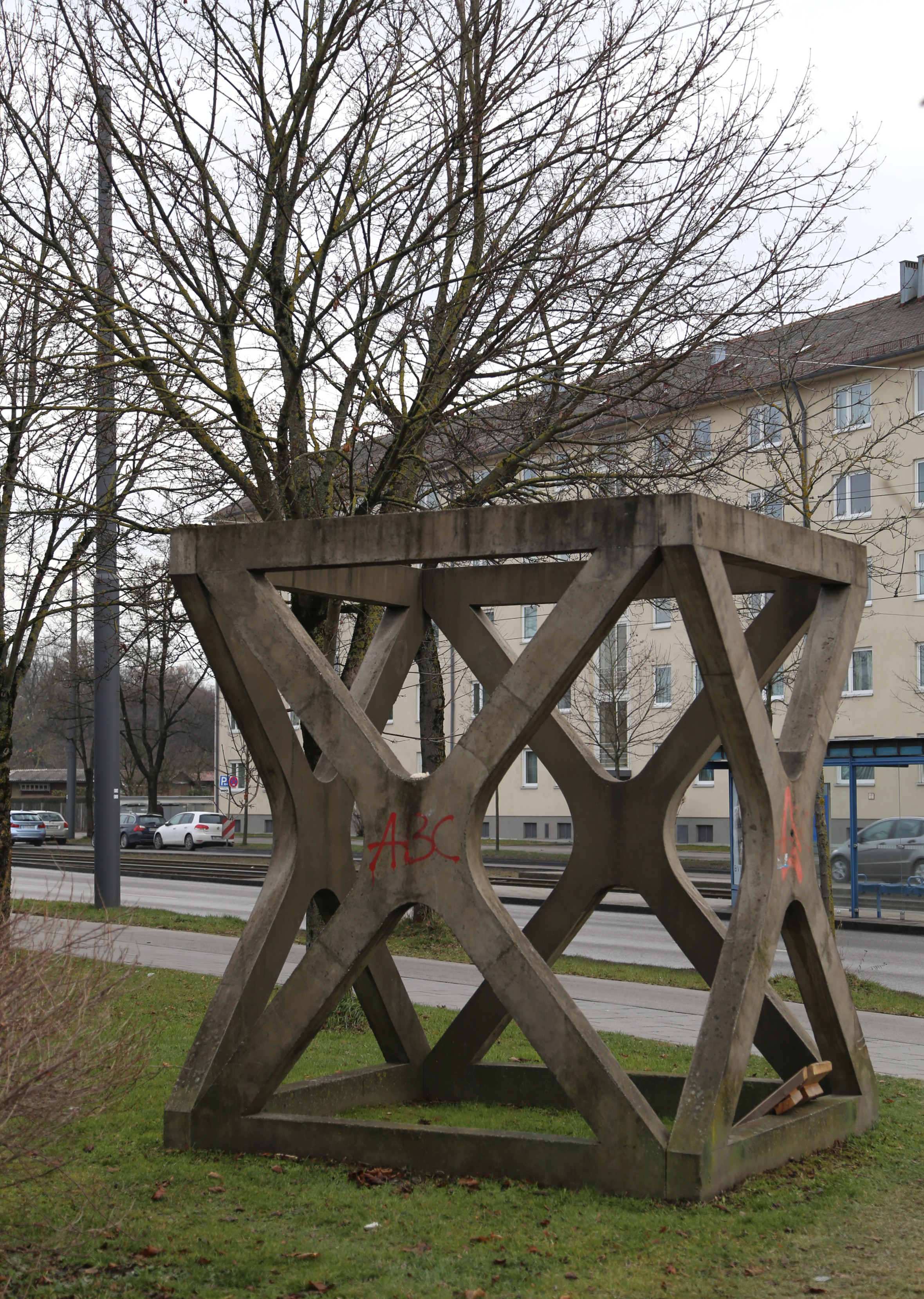
železobetonová skulptura X (1994) v Mnichově

Fascinace architekturou a městskými panoramaty se trvale promítá v jejím díle. V letech 1986–1992 Genzkenová vytvořila sérii sádrových a betonových soch připomínajících různé architektonické objekty, které odrážejí anarchii a chaos městské krajiny. Tyto sochy, které vypadají jako ruiny, se skládají z postupně litých a naskládaných betonových desek s hrubými otvory, okny a interiéry.  Pozdější série sestává z dalších architektonických návrhů nebo návrhů interiérů vyrobených z odlitků z epoxidové pryskyřice, jako jsou sochy sloupů nebo lamp (mrakodrap Columns). Její sloupy, podstavce a koláže spojují nesourodé aspekty z mnoha zdrojů ve zdánlivě nesmyslných, přesto harmonických sochařských kompilacích. Tyto sochy mají mimo jiné podobu nejistě naskládaných sestav designového nábytku z květináčů, prázdných přepravních beden a fotografií, uspořádaných s ohledem na tradice modernistického sochařství. Do svých objektů začleňuje také zrcadla a další reflexní plochy, aby diváka doslova vtáhla do své práce. V roce 1990 nainstalovala na střechu bruselské galerie ocelový rám Camera (1990), který nabízí pohled na město pod sebou. V roce 2000 vytvořila sérii architektonických modelů pod názvem Fuck the Bauhaus. V dalším cyklu Nové budovy pro Berlín, uvedeném na výstavě Documenta 11 v Kasselu roku 2002, navrhla architektonické vize prosklených výškových budov. Mezi její nejsilnější díla patří sochařský soubor Ground Zero (2008), který umělkyně pro soutěž vypsanou k obnovení areálu Světového obchodního centra.
Její sochy z konce 20. století připomínají architektonické modely a některé byly realizovány jako veřejné umělecké projekty. Genzkenová začala pro své sochy využívat stavební materiály z železářství a obchodů pro řemeslníky, které podtrhují dočasný charakter jejích děl. V rámci svého hlubokého zájmu o městský prostor také aranžuje složité a často znepokojující instalace s figurínami, panenkami, fotografiemi a řadou nalezených předmětů. Nové budovy pro New York jsou sestaveny z nalezených útržků plastu, kovu a lepenky z krabic od pizzy.  Asambláže ze série Empire/Vampire, Who Kills Death, původně zahrnující více než dvacet soch, které vznikly po útocích z 11. září, jsou kombinacemi nalezených předmětů – akčních figurek, plastových nádob a různých prvků spotřebního odpadu – uspořádané na podstavcích v architektonicky inspirovaných scénách po destrukci.  Elefant (2006) je sloupec kaskádových vertikálních žaluzií ověnčených plastovými trubkami, fólií, umělými květinami, látkou a několika malými vojáčky a indiány. Německý pavilon na bienále v Benátkách v roce 2007 svou instalací Oil proměnila ve futuristický a morbidní Gesamtkunstwerk.

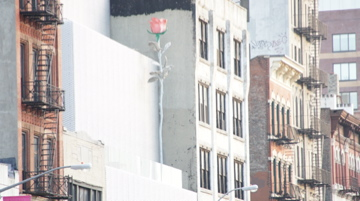
Růže II (2010) na fasádě Nového muzea v New Yorku

Jedno z nejznámějších děl Isy Genzkenové je Rose (1993), přes 8 metrů vysoká socha jediné růže s dlouhým stonkem vyrobená ze smaltované nerezové oceli, která se tyčí nad výstavištěm v Lipsku. Replika Rose II (2007) byla jako její první veřejné umělecké dílo ve Spojených státech instalována na fasádě Nového muzea v New Yorku v prosinci 2010.Její obrazy zavěšených obručí, společně nazvané MLR (More Light Research) (1992), připomínají gymnastické náčiní zachycené uprostřed švihu a zmrazené v čase.
Od roku 2004 staví kinematografické sestavy s reflexní fólií a dekorativní předměty kupované v diskontech. Ve svých novějších pracích využívá figuríny jako sochy, někdy je obléká do vlastních šatů a zdobí je levnými dekorativními doplňky. Její práce v sérii Schauspieler (Herci) často odkazují na její osobní život. Projekt s názvem Der Spiegel 1989-1991 je série snímků obsahující 121 reprodukcí černobílých fotografií vybraných a vystřižených z německého týdeníku Der Spiegel. Každý obrázek je přilepen ke kousku bílé karty a jednotlivě upevněn v jednoduchém rámu. Zatímco obrázky samotné zůstávají bez titulků, data v názvech seriálu nabízejí vodítka o záměrech umělce.Genzkenová také napsala několik scénářů a produkovala řadu filmů, včetně Zwei Frauen im Gefecht (1974), Chicago Drive (1992),  Meine Großeltern im Bayerischen Wald (1992) a video Empire/Vampire, Who Kills Death (2003).
Vydala řadu publikací a textů představujících její tvorbu, většinou u příležitosti aktuálních výstav například Sculpture as a World Receiver, October Files, Isa Genzken: Retrospective, Isa Genzken: Oil a Isa Genzken. Z pobytu v New Yorku vznikla kniha koláží s názvem I Love New York, Crazy City (1995–1996), obsahující fotografie, mapy, hotelové účty, letáky do nočních klubů a vstupenky na koncerty a další suvenýry.

## Výstavy

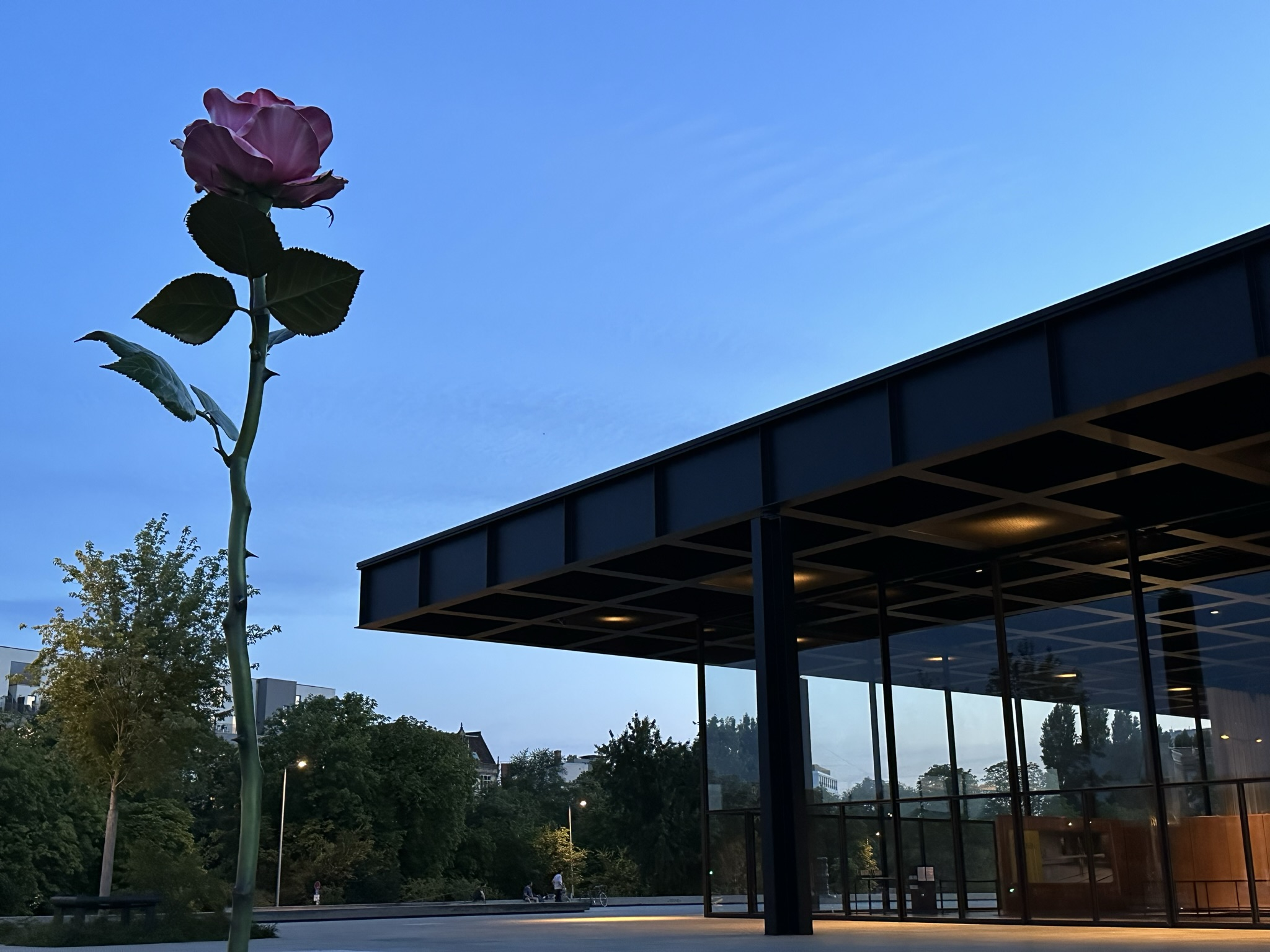
Růžová růže od Isy Genzkenové před Novou národní galerií v Berlíně (2023)

První samostatná výstava Genzkenové se konala v roce 1976 v Galerii Konrada Fischera v Düsseldorfu. Brzy následovala pozvání na další výstavy. Její první institucionální samostatná výstava se konala v roce 1978 v Kabinett für aktuelle Kunst v německém Bremerhavenu. Reprezentovala Německo na bienále v Benátkách v roce 2007 a své práce vystavovala v předních muzeích po celé Evropě. Genzkenová byla předmětem velké retrospektivy v roce 2009, kterou pod názvem Open Sesame! společně zorganizovalo Museum Ludwigových v Kolíně nad Rýnem a Whitechapel Art Gallery v Londýně. Další významné samostatné výstavy se konaly v Malmö Konsthall, Švédsko (2008); Camden Arts Center, Londýn (2006); The Photographers Gallery, Londýn (2005); Kunsthalle Zürich (2003); a Städtlische Galerie im Lenbachhaus Kunstbau, Mnichov (2003). V roce 2012 představila nová díla pod názvem Hallelujah v Schinkelově pavilonu v Berlíně. Velká retrospektivní výstava byla uspořádána na přelomu let 2013–2014 ve Spojených státech, kde byla postupně k vidění v New Yorku, Chicagu a Dallasu. V roce 2015 uspořádalo Stedelijk Museum v Amsterdamu akci s názvem Mach Dich hübsch! obsáhlou retrospektivu, která byla uvedena také v berlínském Martin Gropius Bau v roce 2016. Na začátku roku 2016 se v Bundeskunsthalle v Bonnu konala výstava Isa Genzken - Models for Outdoor Projects s 35 modely realizovaných i nerealizovaných venkovních projektů, každý doplněný o podklady. Některé z těchto modelů již byly k vidění na výstavě All the World's Futures na Benátském bienále v roce 2015.  V roce 2020 Umělecké muzeum v Basileji představilo výstavu Isa Genzken. Práce od roku 1973 do roku 1983. V roce 2021 byla uspořádána její první samostatná výstava v Číně. K 75. narozeninám Isy Genzkenové bylo v Nové Národní galerii v Berlíně vystaveno 75 soch, zahrnujících všechny fáze její tvorby. Mezi hlavní vystavená díla patří 10 metrů dlouhé  Blau-grau-gelbes Hyperbolo 'MBB'  (1981), Atelier (1990), Venedig (1993), Nofretete – Das Origina l (2012) a Schauspieler (2013). Kovová plastika Růžová růže před galerií nese nápis Růže mají trny.
V České republice byla její díla k vidění na výstavách pořádaných galerií Rudolfinum v Praze v roce 2011 (Já, bezesporu) a 2019 (A Cool Breeze ). Ida Genzkenová byla jednou z umělkyň zařazených do výstavy Elmgreen & Dragset: READ pořádané v Kunsthalle Praha na přelomu roku 2023–2024.